# Sven Fahlman
Sven Torsten Fahlman, född 11 juli 1914 i Engelbrekts församling, Stockholm, död 23 juni 2003 i Sollentuna, var en framgångsrik svensk fäktare. Han var med i Olympiska sommarspelen 1952, där han ställde upp i:
- Florett, lag (oplacerad)
- Värja, individuellt (oplacerad)
- Värja, lag (silver) [2]

Han blev svensk mästare flera gånger: 1950, 1955, 1956 och 1959. Hans förening var Flottans IF.

## Fotnoter
1. ↑  Sveriges Dödbok 1901–2009, DVD-ROM, Version 5.00, Sveriges Släktforskarförbund (2010).
2. ↑  SOK Sven Fahlman